# 전두어류
전두어류(全頭魚類)는 연골어류의 일종이다. 연골어강에 속하는 전두어아강(全頭魚亞綱, Holocephali)으로 분류하거나 독립된 전두어강(Holocephali)으로 분류한다. 전접형으로 두개골과 완전히 유합된 상악을 지지하는 구개방골을 가진다.

## 하위 분류
현재는 은상어목을 제외하고는 멸종한 것으로 보인다.
전두어아강
- 파라셀라치모르파상목 (Paraselachimorpha)
  - † 오로돈트목 (Orodontiformes)
  - † 페탈로돈트목 (Petalodontiformes)
  - † 헬로돈트목 (Helodontiformes)
  - † 이니오프테리지스목 (Iniopterygiformes)
  - † (Debeeriiformes)
  - † (Eugeneodontiformes)
- 전두어상목(Holocephalimorpha)
  - † 프삼모돈트목 (Psammodontiformes)
  - † 코포돈트목 (Copodontiformes)
  - † 콘드렌켈리스목 (Chondrenchelyiformes)
  - 은상어목 (Chimaeriformes)